# Emins klauwier
De Emins klauwier (Lanius gubernator) is een zangvogel uit de familie Laniidae (klauwieren).
Gustav Hartlaub beschreef deze soort in 1882 aan de hand van enkele individuen die verzameld waren door Emin Pasha of Emin Bey (dit is Eduard Schnitzer, de gouverneur van de Egyptische provincie Equatoria) tijdens een reis door het gebied van de boven-Nijl nabij Langomeri (een plaats in het noorden van het tegenwoordige Oeganda). De soortnaam gubernator verwijst naar de functie van Emin Pasha.

## Verspreiding en leefgebied
Deze soort komt voor in westelijk en centraal Afrika, met name van Ivoorkust tot zuidelijk Soedan, noordelijk Oeganda en noordoostelijk Zaïre.

## Status
De grootte van de populatie is niet gekwantificeerd maar de soort wordt omschreven als schaars tot zeldzaam. Op de Rode lijst van de IUCN heeft deze soort de status niet bedreigd.